# Friedrich Günther (Politiker, 1791)
Friedrich Günther (* 29. Januar 1791 in Duisburg; † 3. November 1848 in Düren) war nebenberuflicher Bürgermeister der Stadt Düren.
Günther war der Sohn des Mediziners und Hochschullehrers Daniel Erhard Günther und dessen Ehefrau Eleonora Elisabeth Mathilda (* 2. August 1757 oder 1759 in Frankfurt am Main; † 22. März 1799), Tochter von Jakob Georg Koch (1721–1782).
Er studierte in Duisburg Medizin. Im Jahre 1811 promovierte er zum Dr. med. Im August 1813 kam er als Arzt nach Düren. In der Schlacht bei Waterloo war er Feldarzt im englischen Heer.  Im April 1815 ging er als Stabschirurg zum Lazarett nach Luxemburg. Ein Jahr später kehrte er aber nach Düren zurück. Von 1818 bis 1827 war er Königlicher Kreisphysikus (Arzt) in Düren.
Im Januar 1828 wurde Günther zum Beigeordneten sowie Präsident der Armenverwaltung und Kreisdeputierten ernannt. Von 1830 bis 1841 war er Abgeordneter im Provinziallandtag der Rheinprovinz. 1837 wurde er mit dem Roten Adlerorden 4. Klasse und der Bürgerkrone der Stadt Düren ausgezeichnet. Günther starb am 3. November 1848 im Amt. Sein Vorgänger war Johann Heinrich Flügel, sein Nachfolger wurde Thomas Josef Heimbach.